# Bataille de M'Sila (1554)
Batailles
- Bataille des Issers (1519)
- Prise d'Alger (1520)
- Bataille de la Kalâa des Beni Abbès (1553)
- Bataille de M'Sila (1554)
- Bataille de la Kalâa des Beni Abbès (1559)
- Siège de la Kalâa des Beni Abbès (1590)
- Siège d'Alger (1598)
- Bataille de Guidjel (1638)
- Bataille de Aït Aïssi (1745)
- Bataille des Zouaoua (1746)
- Bataille des Aït Irathen (1754)
- Insurrection de Kabylie (1756)
- Bataille de Draâ El Mizan (1767)
- Bataille de Draâ El Mizan (1768)

La bataille de M'Sila, ou la bataille du Oued el-Lham en 1554, fut une expédition menée par Sinan Pacha et la Régence d'Alger contre les Kabyles de Béni Abbas.

## Contexte
En 1552, Abdelaziz al-Abbas aida la Régence d'Alger dans une expédition contre Touggourt. Cependant, Abdelaziz fut mécontent du partage du butin. En réponse, la Régence d'Alger et Hassan Corso le dénoncèrent comme un traître, déclenchant ainsi une guerre contre les Béni Abbas et attaquant Kaala en 1553. Cette attaque se solda par un désastre. Ils tentèrent de nouveau, cette fois en attaquant M'Sila avec une force de 3 000 à 4 000 hommes commandés par Sinan Pacha. Ils se rencontrèrent près du Oued el-Lham.

## Déroulement
La bataille fut un désastre pour la Régence d'Alger, et l'armée de Sinan Pacha fut détruite par les Béni Abbas. Par conséquent, les attaques cessèrent pendant quelques années,,,.